# Andradea
Andradea je južnoamerički monotipski biljni rod iz porodice noćurkovki. Jedina vrsta je A. floribunda, zimzeleno drvo iz brazilskih država Bahia, Minas Gerais, Espirito Santo i Rio de Janeiro.

## Opis
A. floribunda ima gustu, ali usku, izduženu krošnju; može narasti 10 - 18 metara. Deblo može biti promjera 60 - 80 cm s plutastom korom. Drvo iz divljine služi za lokalnu upotrebu kao lijek i izvor boja i drveta. Može se uzgajati kao pionir pri obnovi autohtonih šuma.

## Stanište
Atlantska prašuma u ravničarskim područjima i također na obalnim nizinama, nalazi se i u gustim primarnim šumama kao i u otvorenijim područjima i sekundarnim formacijama rasta; pogoduje vlažnim aluvijalnim tlima, često u blizini potoka i rijeka.

## Pojedinosti o uzgoju
Najbolje raste na sunčanom položaju. Preferira vlažno, plodno tlo. To je relativno brzorastuće drvo koje od sjemena lako doseže visinu od 2 metra unutar 2 godine. Stablo slobodno izbija iz baze nakon što je spaljeno ili posječeno.

## Ljekovitost
Biljka (dio nije naveden) djeluje antireumatično, dijaforetično i ekscitativno. Koristi se u kupkama za ublažavanje reume.

## Korištenje u agrošumarstvu
Jedna od rijetkih vrsta drveća koja može preživjeti na degradiranim pašnjacima doline Rio Doce, može se koristiti kao pionirska vrsta za obnovu izvornih šuma.

## Ostale namjene
Od drveta se može dobiti ljubičasta boja. Drvo je debele teksture, srednje teško, mekano, loših mehaničkih svojstava i vrlo podložno truljenju. Lokalno se koristi za unutarnje rustikalne konstrukcije, daske, kutije itd.